# NBA-Draft 2025
Der NBA-Draft 2025 war die 79. Ausgabe des Auswahlverfahrens der National Basketball Association (NBA), bei dem die Teams der Liga neue Spieler auswählen konnten. Der Draft fand am 25. und 26. Juni 2025 im Barclays Center in Brooklyn, New York, statt. Wie im Vorjahr wurde das Verfahren über zwei Tage abgehalten, die erste Runde am 25. Juni, die zweite Runde am Folgetag. Die Übertragung erfolgte auf den Plattformen von ESPN; die erste Runde wurde zusätzlich auf ABC ausgestrahlt.

## Draft-Lotterie
Die NBA-Draft-Lottery zur Festlegung der Reihenfolge, in der die Teams Spieler auswählen können, fand am 12. Mai 2025 in Chicago statt. Die Dallas Mavericks gewannen dabei überraschend das erste Auswahlrecht, obwohl sie nur eine Gewinnchance von 1,8 % hatten. Als Top-Kandidaten für die ersten Picks galten Cooper Flagg, Dylan Harper und Ace Bailey.

## Auswahlreihenfolge
Erwartungsgemäß wurden Cooper Flagg an erster Stelle (von den Dallas Mavericks) sowie Dylan Harper an zweiter Stelle (von den San Antonio Spurs) ausgewählt.

### Erste Runde
| Pick | Team                   | Spieler                  | College/letztes Team |
| ---- | ---------------------- | ------------------------ | -------------------- |
| 1    | Dallas Mavericks       | Cooper Flagg             | Duke University      |
| 2    | San Antonio Spurs      | Dylan Harper             | Rutgers              |
| 3    | Philadelphia 76ers     | V.J. Edgecombe           | Baylor               |
| 4    | Charlotte Hornets      | Kon Knueppel             | Duke University      |
| 5    | Utah Jazz              | Ace Bailey               | Rutgers              |
| 6    | Washington Wizards     | Tre Johnson              | Texas                |
| 7    | New Orleans Pelicans   | Jeremiah Fears           | Oklahoma             |
| 8    | Brooklyn Nets          | Egor Demin               | BYU                  |
| 9    | Toronto Raptors        | Collin Murray-Boyles     | South Carolina       |
| 10   | Houston Rockets        | Khaman Maluach           | Duke University      |
| 11   | Portland Trail Blazers | Cedric Coward            | Washington State     |
| 12   | Chicago Bulls          | Noa Essengue             | Ratiopharm Ulm       |
| 13   | Atlanta Hawks          | Derik Queen              | Maryland             |
| 14   | San Antonio Spurs      | Carter Bryant            | Arizona              |
| 15   | Oklahoma City Thunder  | Thomas Sorber            | Georgetown           |
| 16   | Portland Trail Blazers | Yang Hansen              | Qingdao Eagles       |
| 17   | Minnesota Timberwolves | Joan Beringer            | Cedevita Olimpija    |
| 18   | Washington Wizards     | Walter Clayton Jr.       | Florida              |
| 19   | Brooklyn Nets          | Nolan Traoré             | Saint-Quentin        |
| 20   | Miami Heat             | Kasparas Jakučionis      | Illinois             |
| 21   | Utah Jazz              | Will Riley               | Illinois             |
| 22   | Atlanta Hawks          | Drake Powell             | North Carolina       |
| 23   | New Orleans Pelicans   | Asa Newell               | Georgia              |
| 24   | Sacramento Kings       | Nique Clifford           | Colorado State       |
| 25   | Orlando Magic          | Jase Richardson          | Michigan State       |
| 26   | Brooklyn Nets          | Ben Saraf                | Ratiopharm Ulm       |
| 27   | Brooklyn Nets          | Danny Wolf               | Michigan             |
| 28   | Boston Celtics         | Hugo González            | Real Madrid          |
| 29   | Phoenix Suns           | Liam McNeeley            | UConn                |
| 30   | Los Angeles Clippers   | Yanic Konan Niederhauser | Penn State           |

### Zweite Runde
| Pick | Team                                             | Spieler           | College / letztes Team  |
| ---- | ------------------------------------------------ | ----------------- | ----------------------- |
| 31   | Phoenix Suns (via Minnesota)                     | Rasheer Fleming   | Saint Joseph’s          |
| 32   | Orlando Magic (via Boston)                       | Noah Penda        | Le Mans Sarthe Basket   |
| 33   | Charlotte Hornets                                | Sion James        | Duke                    |
| 34   | Charlotte Hornets                                | Ryan Kalkbrenner  | Creighton               |
| 35   | Philadelphia 76ers                               | Johni Broome      | Auburn                  |
| 36   | Los Angeles Lakers (via Brooklyn & Minnesota)    | Adou Thiero       | Arkansas                |
| 37   | Detroit Pistons                                  | Chaz Lanier       | Tennessee               |
| 38   | Indiana Pacers (via San Antonio)                 | Kam Jones         | Marquette               |
| 39   | Toronto Raptors (via Sacramento)                 | Alijah Martin     | Florida                 |
| 40   | New Orleans Pelicans (via Phoenix)               | Micah Peavy       | Georgetown              |
| 41   | Phoenix Suns (via Golden State & Miami)          | Koby Brea         | Kentucky                |
| 42   | Sacramento Kings                                 | Maxime Raynaud    | Stanford                |
| 43   | Washington Wizards (via Utah & Dallas)           | Jamir Watkins     | Florida State           |
| 44   | Oklahoma City Thunder                            | Brooks Barnhizer  | Northwestern            |
| 45   | Minnesota Timberwolves (via Chicago & LA Lakers) | Rocco Zikarsky    | Brisbane (Australia)    |
| 46   | Boston Celtics (via Orlando)                     | Amari Williams    | Kentucky                |
| 47   | Milwaukee Bucks                                  | Bogoljub Marković | Mega Basket (Serbia)    |
| 48   | Memphis Grizzlies                                | Javon Small       | West Virginia           |
| 49   | Cleveland Cavaliers                              | Tyrese Proctor    | Duke                    |
| 50   | Los Angeles Clippers                             | Kobe Sanders      | Nevada                  |
| 51   | New York Knicks                                  | Mohamed Diawara   | Cholet Basket           |
| 52   | Phoenix Suns                                     | Alex Toohey       | Sydney Kings            |
| 53   | Utah Jazz                                        | John Tonje        | Wisconsin               |
| 54   | Indiana Pacers                                   | Taelon Peter      | Liberty                 |
| 55   | Chicago Bulls                                    | Lachlan Olbrich   | Illawarra Hawks         |
| 56   | Golden State Warriors                            | Will Richard      | Florida                 |
| 57   | Boston Celtics                                   | Max Shulga        | VCU                     |
| 58   | Cleveland Cavaliers                              | Saliou Niang      | Dolomiti Energia Trento |
| 59   | Houston Rockets                                  | Jahmai Mashack    | Tennessee               |

Der Zweitrunden-Pick der New York Knicks fiel aufgrund eines Regelverstoßes weg.